# Portia africana
Portia africana é uma espécie de aranha saltadora da família Salticidae, encontrada em Angola, Camarões, República Centro-Africana, Gabão, Gana, Costa do Marfim, Serra Leoa, Zaire e Zâmbia. Seus olhos principais proeminentes proporcionam uma visão mais aguçada que a de um gato durante o dia e dez vezes mais precisa que a de uma libélula, essencial para sua navegação, caça e acasalamento.
Como outras espécies do gênero Portia, P. africana prefere caçar aranhas que constroem teias, outras aranhas saltadoras e outros tipos, nesta ordem. Ao caçar aranhas de teia, utiliza tentativa e erro para enganar a presa até estar em posição de mordê-la. Diferentemente de outras espécies de Portia, que vivem e caçam isoladamente, P. africana forma grandes populações tanto em áreas de savana quanto nas densas "cidades" construídas por aranhas saltadoras sociais em vegetações próximas às margens de lagos. Na savana, grupos de juvenis pequenos imobilizam a presa até que um deles a morda, ocasionalmente compartilhando o alimento. Perto das margens, a espécie caça nas cidades de aranhas saltadoras sociais, onde duas espécies de percevejos a predam, sendo que uma também ataca a outra.
Antes do cortejo, os machos tecem uma pequena teia entre galhos, ejaculam sobre ela e armazenam o sêmen em reservatórios nos pedipalpos. Se uma fêmea detecta o odor de um macho da mesma espécie, estimula-o a cortejar. Durante a caça, fêmeas adultas emitem sinais olfativos que reduzem a competição por presas com outros indivíduos da mesma espécie.

## Estrutura corporal e aparência
Em 1978, na Serra Leoa, Wanless observou fêmeas adultas com 4,8 a 9,6 mm de comprimento corporal e machos adultos com 5,2 a 7,2 mm. Ambos os sexos possuem carapaça marrom-alaranjada com áreas claras ao redor dos olhos. Nas fêmeas, a carapaça apresenta marcas escuras sutis, coberta por pelos finos brancos e marrons claros, com um tufo esparso atrás da fóvea. Nos machos, há tufos brancos esparsos no tórax e faixas brancas irregulares acima das bases de todas as pernas, exceto o primeiro par. As quelíceras das fêmeas são alaranjadas com marcas escuras, adornadas com pelos brancos densos na parte superior e pelos marrons longos na inferior; nos machos, são marrom-alaranjadas com marcas mais escuras e uma camada de pelos marrons finos. O abdômen de ambos é mosqueado em amarelo-marrom e preto; nas fêmeas, possui tufos de pelos marrom-alaranjados a marrons escuros, enquanto nos machos é coberto por pelos brancos, marrom-alaranjados e pretos, com tufos alaranjados e brancos cremosos. As pernas, com espinhos robustos, variam de amarelo-marrom a marrom-alaranjado, com listras pretas na parte superior e marcações marrons escuras e amarelo-marrons na inferior.

## Sentidos
As aranhas saltadoras possuem visão significativamente superior à de outras aranhas, mais aguçada que a de outros animais de tamanho semelhante, superando a de um gato à luz do dia e sendo dez vezes mais precisa que a de uma libélula. Essas aranhas têm oito olhos, sendo os dois maiores na posição central-frontal (olhos anteriores-medianos, ou "olhos principais") alojados em tubos na cabeça, proporcionando visão aguçada. Os outros seis olhos secundários, posicionados nas laterais da carapaça, funcionam principalmente como detectores de movimento. Na maioria das aranhas saltadoras, o par central de olhos secundários é muito pequeno e sem função conhecida, mas na P. africana esses olhos são relativamente grandes e funcionam tão bem quanto os outros olhos secundários. Os olhos principais focalizam com precisão objetos a partir de 2 cm até o infinito, podendo enxergar até cerca de 75 cm na prática. Os olhos principais dessas aranhas enxergam desde o vermelho até o ultravioleta.
Em geral, a subfamília Spartaeinae [en], que inclui o gênero Portia, não distingue objetos a grandes distâncias como as subfamílias Salticinae ou Lyssomaninae. Contudo, a visão da P. africana é tão aguçada quanto a das melhores aranhas saltadoras, como a Mogrus neglectus, que distingue presas e coespecíficos a até 320 mm (42 vezes seu comprimento corporal), enquanto P. africana o faz a até 280 mm (47 vezes seu comprimento). Seus olhos principais também identificam características do ambiente a até 85 vezes seu comprimento corporal, auxiliando em desvios.
No entanto, P. africana leva mais tempo para processar imagens, possivelmente devido à complexidade de obter imagens nítidas com olhos pequenos,[e] o que a torna vulnerável a predadores maiores, como pássaros, sapos e louva-a-deus, que muitas vezes não identifica devido ao tamanho.
Como outros artrópodes, aranhas possuem sensores, frequentemente cerdas modificadas, para olfato, paladar, tato e vibração, que se projetam através da cutícula. Diferentemente dos insetos, aranhas e outros quelicerados não possuem antenas.

## Caça e alimentação
A maioria das aranhas saltadoras é cursorial, adaptada para correr e caçar insetos sem usar teias. No entanto, espécies do gênero Portia, incluindo P. africana, preferem caçar outras aranhas, frequentemente invadindo suas teias. Algumas espécies de Portia, como a P. africana, também caçam eficientemente outras aranhas saltícides.

### Táticas específicas daP. africana
Na região de Kimumu, no Quênia, uma savana quente e seca durante todo o ano, P. africana forma grandes agregações nas teias de outras aranhas, em complexos de ninhos de aranhas saltadoras, ao redor de ninhos solitários de aranhas saltadoras e perto de ninhos de aranhas da família Oecobiidae. Embora a maioria dessas agregações inclua adultos e juvenis de todas as fases, muitas consistem apenas de juvenis pequenos. Um grupo de juvenis pequenos pode impedir que aranhas saltadoras ou oecobiídeos entrem ou saiam de seus ninhos. Um dos juvenis avança e morde a vítima, e às vezes outros do grupo se juntam para se alimentar.
Na vegetação próxima às margens do Lago Vitória, aranhas saltadoras sociais constroem complexos de ninhos densos, onde caça, aparentemente sem construir teias de captura. Os percevejos Nagusta sp. e Scipinnia repax predam a P. africana e aranhas saltadoras sociais, além de outros tipos de presas nesses complexos. Nagusta geralmente caça em grupos de dois ou três, capturando a saltícide enquanto ela invade um complexo de ninhos, frequentemente compartilhando a presa. Scipinnia repax caça sozinha de maneira semelhante e também preda Nagusta.

### Táticas comuns ao gêneroPortia
Aranhas que constroem teias têm pouca percepção espacial e dependem de tensões e movimentos em suas teias. A espécie P. africana, assim como P. fimbriata e P. labiata, utiliza suas oito pernas e dois palpos para manipular a teia de outra aranha com uma ampla gama de movimentos, empregando tentativa e erro até encontrar uma sequência que atraia a presa para o aberto ou a acalme, permitindo que a Portia se aproxime lentamente para mordê-la. Se a presa resiste, a Portia experimenta novas combinações até encontrar uma eficaz, repetindo-a. Essas táticas permitem que espécies de Portia capturem aranhas de teia de 10% a 200% de seu tamanho, caçando em todos os tipos de teias.
Enquanto aranhas cursorais têm dificuldade em se mover em teias, e aranhas tecelãs enfrentam problemas em teias diferentes das suas. P. africana imita detritos de folhas presos na teia com movimentos lentos e asas em suas pernas, assemelhando-se a detritos soprados pela brisa. Algumas espécies de Portia, incluindo a P. africana, usam ventos e distúrbios como "cortinas de fumaça" para se aproximar rapidamente de aranhas de teia, retornando a uma abordagem cautelosa quando o distúrbio cessa. Algumas aranhas de teia fogem ao detectar o passo arrítmico de uma Portia entrando na teia, uma reação chamada "pânico de Portia".

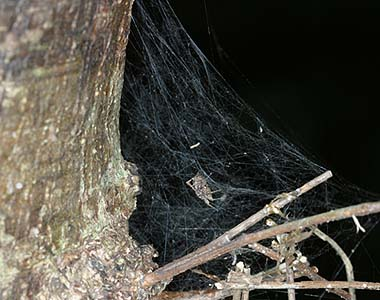
A teia de captura de uma Portia fimbriata é semelhante.

As fêmeas de Portia também constroem teias para capturar presas diretamente, e as teias da P. africana são geralmente fixadas em superfícies rígidas, como rochas e troncos. Essas teias de captura têm formato de funil, mais largas no topo, com cerca de 4.000 cm³ de volume. A teia é construída inicialmente em cerca de duas horas e reforçada gradualmente. Frequentemente, P. africana conecta sua teia à de uma aranha não saltadora.
As espécies de Portia podem fazer desvios para encontrar o melhor ângulo de ataque contra presas perigosas, mesmo que o desvio as tire do contato visual com a presa, às vezes descendo por um fio de seda para morder a presa por trás. Esses desvios podem levar até uma hora, e a Portia geralmente escolhe a melhor rota, mesmo que isso signifique passar por uma incorreta. Se cometer um erro durante a caça, a própria Portia pode ser morta.
Fêmeas adultas da P. africana, assim como de P. fimbriata, P. labiata e P. schultzi, emitem sinais olfativos que reduzem a competição por presas com outros indivíduos da mesma espécie, inibindo a mimetização agressiva contra uma presa visível ou em uma teia. Se uma fêmea detecta o odor de um macho da mesma espécie, estimula-o a cortejar. Esse comportamento não ocorre com sinais olfativos de outras espécies de Portia.
Todas as espécies de Portia consomem ovos de outras aranhas, incluindo os de sua própria espécie e de aranhas cursoriais, extraindo-os de invólucros que variam desde os frágeis de Pholcus até os resistentes de Philoponella. Embora apenas P. fimbriata (de Queensland) capture aranhas cursoriais em seus ninhos, todas as espécies de Portia roubam ovos de ninhos vazios de aranhas cursoriais.
O veneno de Portia é excepcionalmente potente contra aranhas. Quando a P. africana morde uma aranha pequena a média (até seu próprio peso), incluindo outra Portia, a presa geralmente foge por 100 a 200 mm, entra em convulsões, fica paralisada após 10 a 30 segundos e continua convulsionando por 10 segundos a 4 minutos. A Portia se aproxima lentamente e a captura. Para imobilizar uma aranha maior (1,5 a 2 vezes seu peso), são necessárias até 15 mordidas, e a Portia pode esperar a 20 a 200 mm de distância por 15 a 30 minutos antes de tomar a presa. Insetos não são imobilizados tão rapidamente, podendo lutar por vários minutos.
Em testes de laboratório, P. africana demonstrou ser uma caçadora pouco eficiente. Esses testes, como os de outras espécies de Portia, envolveram confrontos individuais entre um indivíduo caçador e uma presa.
| Presa            | Desempenho                     | P. africana | P. labiata | P. schultzi | P. fimbriata (Q) | P. fimbriata (NT) | P. fimbriata (SL) |
| ---------------- | ------------------------------ | ----------- | ---------- | ----------- | ---------------- | ----------------- | ----------------- |
| Aranha saltadora | Tendência a perseguir a presa  | 77%         | 63%        | 58%         | 87%              | 50%               | 94%               |
| Aranha saltadora | Eficiência na captura da presa | 29%         | 40%        | 36%         | 93%              | 10%               | 45%               |
| Aranha de teia   | Tendência a perseguir a presa  | 74%         | 83%        | 84%         | 91%              | 94%               | 64%               |
| Aranha de teia   | Eficiência na captura da presa | 65%         | 79%        | 72%         | 92%              | 81%               | 83%               |
| Inseto           | Tendência a perseguir a presa  | 48%         | 35%        | 52%         | 27%              | 30%               | 43%               |
| Inseto           | Eficiência na captura da presa | 67%         | 71%        | 69%         | 41%              | 83%               | 78%               |

Notas sobre a tabela:
- "Tendência a perseguir a presa" é a porcentagem de testes em que o indivíduo persegue a presa potencial, iniciando a perseguição ao se aproximar ou sacudir a teia da presa.[10]
- "Eficiência na captura da presa" é a porcentagem de perseguições em que o indivíduo captura a presa.[10]
- Os espécimes de P. africana usados na análise eram de Kisumi, no Quênia.[10]
- "(Q)", "(NT)" e "(SL)" identificam as variedades de P. fimbriata de Queensland, território do norte da Austrália e Sri Lanka.[10]
- As presas usadas foram: aranhas saltadoras não especificadas; aranhas de teia das famílias Amaurobiidae e Theridiidae; e moscas-domésticas.[10]

## Reprodução e ciclo de vida
Enquanto muitas saltícides descansam em ninhos aproximadamente circulares, as fêmeas de espécies de Portia colocam uma folha ou objeto similar perto do topo de sua teia de captura como local de descanso. Machos subadultos também constroem ninhos semelhantes em teias de captura, mas machos adultos não as constroem.
Antes do cortejo, um macho de Portia tece uma pequena teia entre galhos, ejacula sobre ela e armazena o sêmen em reservatórios nos pedipalpos, que são maiores que os das fêmeas. A fêmea da P. africana prefere depositar seus ovos em uma plataforma de seda livre de detritos. Em laboratório, machos da espécie P. africana copularam com fêmeas de P. labiata, mas nenhum ovo foi posto. Em todos os casos, a fêmea de P. labiata tentou morder o macho, girando e avançando. Como em outras espécies de Portia, se um macho adulto encontra uma fêmea subadulta, tenta coabitar com ela.
Durante a muda, todas as espécies de Portia tecem uma teia horizontal com diâmetro cerca de duas vezes seu comprimento corporal, suspensa de 1 a 4 mm abaixo de uma folha. A aranha fica de cabeça para baixo e frequentemente desliza de 20 a 30 mm durante a muda. Uma teia temporária semelhante é construída para descanso.

## Ecologia
P. africana foi registrada na Angola, Camarões, República Centro-Africana, Gabão, Gana, Costa do Marfim, Serra Leoa, Zaire e Zâmbia.
Na região de Kisumi, no Quênia, próxima ao Equador, vive em terrenos planos a cerca de 1.400 m acima do nível do mar, sem estação seca, habitando savanas abertas com aglomerados de sisal e euforbiáceas. Lá, aparece em populações grandes, densas, mas localizadas, de três espécies de aranhas saltadoras, todas com corpos menores que 5,0 mm.
Na vegetação próxima às margens do Lago Vitória, aranhas-saltadoras sociais constroem complexos de ninhos densos, onde a P. africana caça. Os percevejos Nagusta sp. e Scipinnia repax predam a P. africana, e Scipinnia repax também ataca Nagusta.

## Taxonomia
P. africana foi descrita originalmente por Simon em 1886 como Linus africana. Também foi nomeada Cocalus africana (Thorell, 1893) e Neccocalus africana (Roewer, 1964), sendo classificada como Portia africana desde 1978.
É uma das 17 espécies do gênero Portia até maio de 2011. Wanless dividiu o gênero em dois grupos: o grupo "schultzi", onde os palpos dos machos têm uma apófise tibial fixa; e o grupo "kenti", onde a apófise é articulada por uma membrana. O grupo schultzi inclui P. schultzi, P. africana, P. fimbriata e P. labiata.
A espécie é próxima de P. alboguttata, da qual apenas fêmeas foram encontradas, no Malawi e na África do Sul. O gênero Portia pertence à subfamília Spartaeinae, considerada primitiva. A filogenia molecular indica que Portia é um membro do clado Spartaeinae, que é basal, e que os gêneros Spartaeus, Phaeacius e Holcolaetis são seus parentes mais próximos.